# مارسلو دوانی
مارسلو آلساندرو دوانی (ارمنی: Մարցելո Դեվանի؛ اسپانیایی: Marcelo Alessandro Devani‎؛ ۲۲ ژوئن ۱۹۷۶) بازیکن فوتبال در پست هافبک آرژانتینی‌تبار اهل ارمنستان است.

## باشگاهی
از باشگاه‌هایی که در آن بازی کرده‌است می‌توان به باشگاه فوتبال ایروان اشاره کرد.

## تیم ملی
وی همچنین در تیم ملی فوتبال ارمنستان بازی کرده‌است. دوانی نخستین بازی ملی خود را در چهارچوب مرحله مقدماتی جام ملت‌های اروپا ۲۰۰۰ – گروه ۴ در تاریخ ۴ سپتامبر ۱۹۹۹ در مسکو در مقابل روسیه انجام داده‌است.